# Simsonia neoguineana
Simsonia neoguineana là một loài bọ cánh cứng trong họ Elmidae. Loài này được Satô miêu tả khoa học năm 1973.